# Mala Ivanča

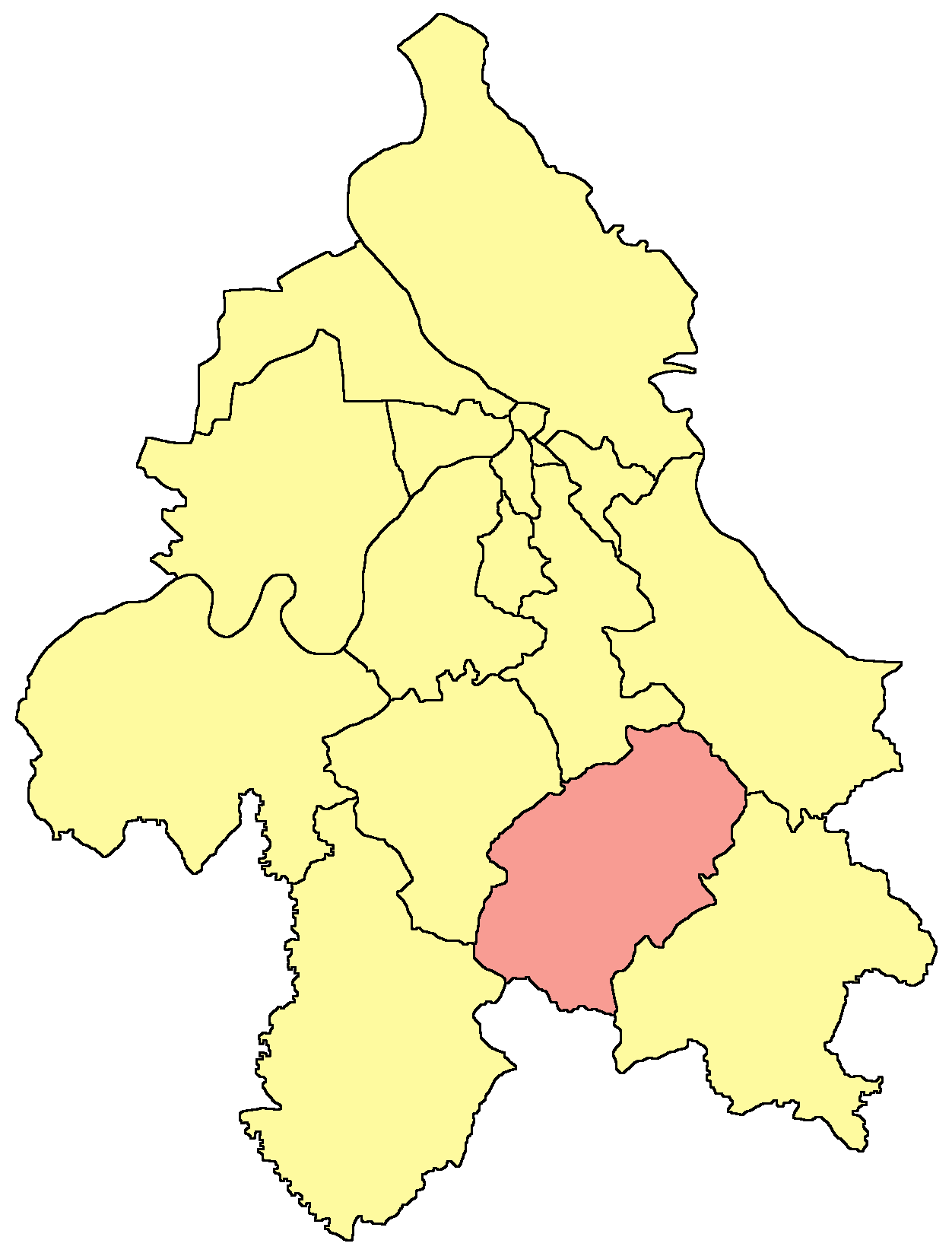
Localisation de la municipalité de Sopot dans la Ville de Belgrade

Mala Ivanča (en serbe cyrillique : Мала Иванча) est une localité de Serbie située dans la municipalité de Sopot et sur le territoire de la Ville de Belgrade. Au recensement de 2011, elle comptait 1 768 habitants.
Mala Ivanča est officiellement classée parmi les villages de Serbie.

## Démographie

### Évolution historique de la population
| 1948  | 1953  | 1961  | 1971  | 1981  | 1991  | 2002  | 2011  |
| ----- | ----- | ----- | ----- | ----- | ----- | ----- | ----- |
| 1 998 | 2 069 | 2 274 | 2 071 | 2 061 | 1 857 | 1 701 | 1 768 |

|  |